# Culgoa
Culgoa – rzeka w Australii, w stanach Queensland i Nowa Południowa Walia. Ma 268 km długości. Wypływa z rzeki Balonne w Queensland, około 101 km na północny wschód od miasta Goodooga. Płynie głównie w kierunku zachodnim. Łączy się z rzeką Barwon, tworząc rzekę Darling. Nazwa rzeki pochodzi z języków aborygeńskich i oznacza przepływający lub powracający. Rzeka przepływa przez park narodowy Culgoa National Park.